# Madagaskar
 For alternative betydninger, se Madagaskar (flertydig). (Se også artikler, som begynder med Madagaskar)
Republikken Madagaskar er en østat i det Indiske Ocean beliggende 400 kilometer fra Mozambique på Afrikas østkyst. Med sine 590.000 km² er hovedøen, der også hedder Madagaskar, jordens fjerdestørste ø. Den blev adskilt fra Afrika for millioner af år siden. Den er befolket af mennesker af blandet afrikansk og indonesisk herkomst. Den er hjem for fem procent af verdens plante- og dyre-arter, hvoraf 80 procent er enestående for Madagaskar. Blandt de mest bemærkelsesværdige eksempler på biodiversitet er primaten lemuren, tre endemiske fugle-familier og baobab-træet. Det mest talte sprog på Madagaskar er Malagassisk.
Øen er verdens ottende mest befolkede ø. Madagaskar hører til de 100 fattigste lande i verden. 80 % af befolkningen lever af landbrug [kilde mangler].
Madagaskar har ikke rigtig nogen årstider. De har en varm "vinter" samt en varm sommer.
Også på Madagaskar har man mærket konsekvenserne af skovrydning. I dag er der kun en lille rest tilbage på 10 procent af øernes oprindelige regnskov. Madagaskar er ellers et af klodens vigtigste områder for biodiversitet. Men afskovning truer det unikke dyre-og planteliv.
Madagaskars vådområder understøtter en utrolig biodiversitet, men desværre forsvinder de hurtigere end landets skove.
Siden 1960 er mere end halvdelen af Madagaskars vådområder forsvundet. Når skoven forsvinder, forsvinder rodnettet også. Uden rodnettet til at holde på jorden, siver mineraler og sedimenter ud i floderne, som dermed udsættes for siltning, hvor silt og sedimenter blander sig med vandet. Silten forringer vandkvaliteten og skader de fisk og dyr, der lever her.

## Historie
Madagaskars skrevne historie begyndte i det 7. århundrede, da araberne oprettede handelsstationer langs nordvestkysten. Kontakt med europæerne indledtes i 1500-tallet, da den portugisiske kaptajn Diogo Dias fik øje på øen, efter at hans skib var kommet bort fra en flåde, som var på vej mod Indien. I slutningen af det 17. århundrede, oprettede franskmænd handelsstationer langs østkysten. Fra omkring 1774 til 1824 var det blandt sørøvernes foretrukne steder at hærge.
I Middelalderen begyndte høvdingerne i de forskellige bosættelser på øen at udvide deres magt ved at handle med Madagaskars naboer i det Indiske Ocean, særligt i Nordafrika, Mellemøsten og Indien. Store høvdingedømmer begyndte at dominere betragtelige områder på øen. Blandt disse var sakalava-høvdingedømmerne Menabe, hvis centrum lå i den nuværende by Morondava, og Boina, hvis centrum lå i den nuværende provinshovedstad Mahajanga.
Sakalavaernes indflydelse var spredt over de nuværende provinser Antsiranana, Mahajanga og Toliara. Med den britiske flådes dominans i det Indiske Ocean og den arabiske slavehandels ophør mistede sakalavaerne imidlertid magten grundet den ny trussel fra merinaerne. En overgang blev betsimisarakaerne fra østkysten også forenet, men den var kortvarig.
Fra 1790'erne lykkedes det Kongeriget Merina med merina-herskere og at vinde overmagten over størstedelen af øen og også kysten. I 1817 indgik merinaernes hersker og den britiske guvernør af Mauritius en traktat, der afskaffede slavehandlen, som havde været et vigtig element i Madagaskars økonomi. Til gengæld modtog øen militær og økonomisk bistand fra briterne. I flere årtider var den britiske indflydelse stærk, hvorunder merinaernes hof konverterede til presbyterianismen, kongregationalismen og den anglikanske kirke.
Briterne accepterede indførelsen af fransk protektorat over Madagaskar i 1885 mod med tiden at få kontrol over Zanzibar (nu en del af Tanzania) og som en del af en overordnet fastlæggelse af områdets indflydelsessfærer. Absolut fransk kontrol over Madagaskar blev oprettet med militær magt i 1895-96, og merinaernes monarki blev afskaffet. I december 1904 gjorde den russisk-baltiske flåde ophold ved Diego Suarez for at laste kul og proviant, før de fortsatte mod deres skæbnesvangre møde med den japanske flåde i slaget ved Tsushima. Før de russiske søfolk forlod havnen, skulle de landsætte de dyr, som de havde anskaffet sig, blandt andre aber, rødhalede boaer og en krokodille.
I 1885 foreslog antisemitten Paul de Lagarde Madagaskar (1827-91) som egnet til å modtage Europas jøder. Forslaget fik sine tilhængere både i Tyskland og Storbritannien, og på fransk kunne man sige Madagassez les Juifs (= madagaskér jøderne), og ikke nødvendigvis som noget fjendtligt udsagn, for til at begynde med vurderede også zionisterne øen. Polske myndigheder fremsatte for første gang forslaget for polske borgere i 1926. Da tænkte man sig at sende polske bønder derhen. Léon Blum lod polakkerne sende en delegation på tre mand for at udforske øen. De vurderede, at omkring 50.000 jøder kunne sendes umiddelbart, mens delegaten fra Den jødiske emigrationsforening mente, at 400 familier måske kunne flytte. Agronomen fra Palæstina anså, at selv det ville være for mange, og indbyggerne på Madagaskar afviste enhver bosætning fra Polen. Franske nationalister bekymrede sig for, om øen kunne ende med at blive polsk. Polske nationalister udtrykte det sådan: "Madagaskar kun for polakker!"
Under anden verdenskrig kæmpede malagasy-tropper i Frankrig, Marokko og Syrien. Umiddelbart før Frankrigs fald gik Tyskland i gang med at planlægge deportation af alle Europas jøder til Madagaskar, kendt som Madagaskarplanen. Planen blev aldrig sat i værk. Efter Frankrigs overgivelse til Tyskland administrerede Vichy-regeringen Madagaskar. Britiske tropper besatte den strategisk placerede ø i 1942 for at forhindre, at den ville blive besat af Japan. Storbritannien overdrog øen til de Frie Franske Styrker i 1943.
I 1947, med den franske prestige på et lavpunkt, blev et nationalistisk oprør slået ned efter flere måneders bitre kampe. Frankrig oprettede i 1956 reformerede institutioner under Loi Cadre-planen, og Madagaskar bevægede sig fredsommeligt mod uafhængighed. Malagasy-republikken blev udråbt den 14. oktober 1958, som en autonom stat inden for det Franske Fællesskab. En provisorisk regeringperiode afsluttedes med vedtagelsen af forfatningen i 1959 og fuld uafhængighed den 26. juni 1960.
I 1998 blev der fundet safir omkring den da lille by Ilakaka i det sydlige Madagaskar. Fra blot at være en samling huse i 1990'erne voksede byen til anslået 20.000 indbyggere i 2007, og området står nu for 50% af verdens udvinding af safirer.
I 2013 blev Madagaskar ramt af en græshoppeplage, der fik FN's fødevareorganisation til at foreslå et tre-årigt kriseprogram.

## Provinser og regioner
Madagascar var tidligere inddelt i seks autonome provinser (faritany mizakatena), som så er inddelt i 22 regioner, men i henhold til en folkeafstemning i 2007 blev regionerne fra 2009 det højeste regionale niveau.
Regionerne er yderligere inddelt i 119 distrikter, 1.579 kommuner og 17.485 fokontany (landsbyer)
|  | - Antananarivo (1) Analamanga Bongolava Itasy Vakinankaratra - Antsiranana (2) Diana Sava - Fianarantsoa (3) Amoron'i Mania Atsimo Atsinanana Haute-Matsiatra Ihorombe Vatovavy-Fitovinany | - Mahajanga (4) Betsiboka Boeny Melaky Sofia - Toamasina (5) Alaotra-Mangoro Analanjirofo Atsinanana - Toliara (6) Androy Anosy Atsimo Andrefana Menabe |

## Infrastruktur

### Transport
Følgende er vigtige havnebyer i Madagaskar: Antsiranana, Antsohimbondrona, Mahajanga, Toamasina, Toliara og Tôlanaro. Landets vigtigste fragthavn er Société de Gestion du Port Autonome de Toamasina.

## Internationale forhold
Der er ingen dansk ambassade i Madagaskar. Som ambassadør til landet fungerer Danmarks ambassadør i Pretoria i Sydafrika.
Der er dog dansk konsulat i Antananarivo og Toamasina.
Tilsvarende har Madagaskar et konsulat i Danmark.